# Ramiz Suljanović
Ramiz Suljanović (Bijeljina, 16 agosto 1979) è un ex cestista bosniaco con cittadinanza austriaca.

## Palmarès
- Campionato austriaco: 1

Klosterneuburg: 2012
- Coppa d'Austria: 2

Kapfenberg Bulls: 2007
Klosterneuburg: 2013